# Loyal to None
Loyal to None è il primo album solista di Herman Frank, chitarrista tedesco membro di Accept e Victory.
Il disco è stato pubblicato il 27 febbraio 2009 dalla Metal Heaven.

## Tracce
1. Moon II – 5:26
2. 7 Stars – 4:18
3. Father Buries Son – 3:59
4. Heal Me – 5:05
5. Hero – 5:23
6. Kill the King – 4:45
7. Down To The Valley – 4:42
8. Bastard Legion – 4:05
9. Metal Gods – 4:11
10. Welcome to Hell – 3:55

## Formazione
- Jiotis Parcharidis: voce
- Herman Frank: chitarra
- Peter Pichl: basso
- Stefan Schwarzmann: batteria